# Argyrolobium catati
Argyrolobium catati là một loài thực vật có hoa trong họ Đậu. Loài này được (Drake) M.Peltier miêu tả khoa học đầu tiên.